# Alindria grandis
Alindria grandis là một loài bọ cánh cứng trong họ Trogossitidae. Loài này được Serville miêu tả khoa học năm 1828.